# Puhaljka
Puhaljka (serbatana). –Vrsta lovačkog oružja tipičnog kulturama plemena kišnih šuma (Wai-Wai puhaljka  Arhivirana inačica izvorne stranice od 23. studenoga 2006. (Wayback Machine)), osobito u čitavom području selvasa Južne Amerike i kod nekih zajednica južne Azije. Serbatana se sastoji od duge cijevi i manjeg projektila ili otrovne strelice, koji se izbacuje kroz cijev snažnim puhanjem. Serbatanom se lovi manja divljač i ptice, (vidi Yagua lovci  Arhivirana inačica izvorne stranice od 10. listopada 2007. (Wayback Machine)) a rabe ga i danas mnoga južnoamerička plemena. U starije vrijeme poznavala su je i neka plemena Srednje Amerike (Indijanci Quiché). U Sjevernoj Americi je možemo naći tek rijetko (Indijanci Cherokee, Iroquois, i plemena porodice Muskhogean), te u jugoistočnoj Aziji, na otoku Palawanu i Borneu. 
- Achual, Ekvador
- Cherokee, Oconaluftee, Sjeverna Karolina
- tobolac sa strelicama, Cherokee, Oklahoma
- Yagua, Peru
- Jacaltec,
- Dajak, Borneo